# Stratton, Western Australia
Stratton är en förort till Perth i Australien. Den ligger i kommunen Swan och delstaten Western Australia, omkring 19 kilometer nordost om centrala Perth.
Runt Stratton är det ganska tätbefolkat, med 111 invånare per kvadratkilometer.. Närmaste större samhälle är Perth, omkring 20 kilometer sydväst om Stratton.
Trakten runt Stratton består till största delen av jordbruksmark. Genomsnittlig årsnederbörd är 763 millimeter. Den regnigaste månaden är juli, med i genomsnitt 131 mm nederbörd, och den torraste är december, med 14 mm nederbörd.